# S-VHS (Film)
S-VHS (Originaltitel: V/H/S/2) ist ein US-amerikanischer Horrorfilm aus dem Jahr 2013. Er gehört zum Genre der Found-Footage-Episodenfilme und ist ein Nachfolger des 2012 erschienenen Films V/H/S.

## Handlung
V/H/S/2 besteht auch wie sein Vorgänger aus einer Found-Footage-Rahmenhandlung (Tape 49) und vier Found-Footage-Filmen verschiedener Regisseure.
- Tape 49 (Simon Barrett)

Auf der Suche nach einem vermissten Jungen stoßen zwei Privatdetektive in seinem Haus auf mehrere Videobänder mit Snuff-Filmen.
Während sich der Mann im Haus umsieht, schaut sich die Frau eines der Tapes an.
Damit beginnt der Film.
- Clinical Trials (Adam Wingard)

Ein Mann bekommt ein künstliches Auge mit Kamera implantiert und kann damit tote Menschen sehen.
- A Ride in the Park (Eduardo Sánchez und Gregg Hale)

Ein Fahrradfahrer mit Helmkamera wird von Zombies angefallen und mutiert selbst zu einem.
- Safe Haven (Gareth Evans und Timo Tjahjanto)

Ein Team möchte einen Dokumentarfilm über eine indonesische Sekte drehen.
- Slumber Party Alien Abduction (Jason Eisener)

Mehrere Jugendliche werden in ihrem Haus von Aliens überfallen.

## Kritik
„V/H/S 2 ist vermutlich eine der wenigen Nachzügler, die bei weitem besser sind als der eigentliche Vorgänger. […] Mit V/H/S 2 erlebt der Fan einen der besten Wackelcam-Schocker überhaupt. Ein Found-Footage-Knaller, der definitiv Spaß macht: blutig, wild und höllisch spannend!“

## Veröffentlichung
Der Film erschien am 7. Juli 2013 in den US-amerikanischen Kinos und bei Video-on-Demand-Diensten. In Deutschland erschien er als „S-VHS“ in einer Cut- und einer Uncut-Version am 7. November 2013 auf DVD.

## Fortsetzungen
Im Mai 2014 wurde der dritte Film unter dem Titel V/H/S Viral bekanntgegeben. Die fünf Segmente des Films sollten von Todd Lincoln, Gregg Bishop, Nacho Vigolondo, Marcel Sarmiento und dem Regie-Duo Justin Benson und Aaron Moorhead inszeniert werden.
2021 folgte V/H/S/94, V/H/S/99 wurde 2022 veröffentlicht.